# Adelina Ismajli

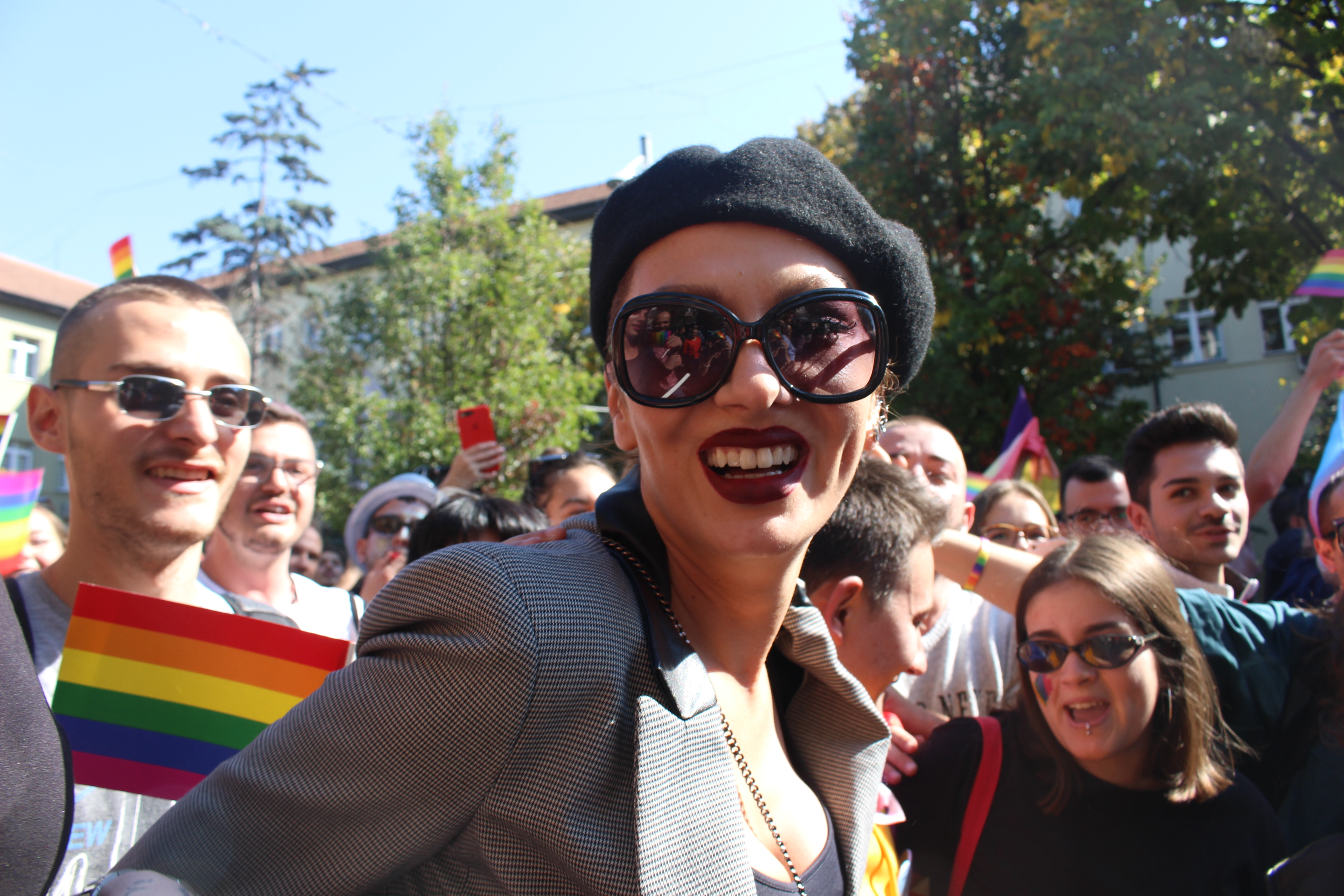
Adelina Ismaijli bei einer Pride-Parade im Kosovo, 2018

Adelina Ismajli (* 14. Dezember 1979 in Priština, Jugoslawien, heute Kosovo), auch Adelina Ismaili, ist eine kosovo-albanische Pop-Sängerin und ein Fotomodell. Sie ist vor allem auf dem albanischsprachigen Westbalkan und bei der albanischen Diaspora populär.

## Karriere
Adelina Ismajli wurde 1997 als Miss Kosovo bekannt. In der Folge veröffentlichte sie sieben Musikalben.
Stilistisch kann man Ismajlis Musik zwischen Turbo-Folk und Popmusik einordnen. Ihre Texte, in denen sie bisweilen für die Unabhängigkeit des Kosovo eintrat, so zum Beispiel Uragan Çohen Krenarët, Ushtrinë Time Do ta Bej, Në Kosovë Luhet Kumorë und Skenderbe, sind teilweise albanisch-nationalistisch und militaristisch geprägt. 2004 warb sie für den Präsidentschaftskandidaten Ibrahim Rugova.
Ismajlis Musik wie auch ihr Auftreten wird breit in der kosovarischen Boulevardpresse rezensiert. Im Jahr 2009 wurde Adelina beim Song-Contest Kënga Magjike 2009, wo sie mit dem Lied Nuk Ngec auftrat, von Ardit Gjebrea als „Diva der albanischen Musik“ bezeichnet.

## Diskographie

### Alben
- 1996: 100 % Zeshkane
- 2000: Nuk Jam Seks Bombë
- 2002: Prej Fillimit
- 2005: Mbretëreshë E Robëreshë
- 2007: Feniks

### Singles
- 1996: Shko
- 1996: Me Motor
- 1996: 100 % Zeshkane
- 1996: Po nanës Tendë Çka i Bana
- 1996: Ushtrinë Time Do ta Bej
- 1996: Sajzeza (Feat. Elita 5)
- 1998: Shko në R.S
- 1999: Lavdi Ushtari Im
- 1999: Uragan Çohen Krenarët
- 1999: Martesa
- 2000: Sonte
- 2000: Amaneti
- 2000: You are my Angel
- 2000: Fuck the Government
- 2000: Largohu nga Frajeri im
- 2000: Sex Bombë
- 2002: Mos ma ndal
- 2002: Dil E Shij Moj Bije
- 2003: Skenderbe
- 2003: Në Kosovë Luhet Kumorë (Ft. Tingulli 3nt)
- 2005: Dy Motra një Frajer

(Ft. Zanfina Ismajli)
- 2006: Mirëdita
- 2007: Diva
- 2008: Trimit Tim
- 2009: Tribalb
- 2010: Urdhër i Ri
- 2011: Love You More ft. Faudel
- 2012: Ku Ma Ke
- 2014: Karma
- 2018: T'Iqja

## Filmographie
- 2000/01: IRA
- 2005: Qumili – Urime 8 Marsi 2005 („Qumil – Frohes 8. März 2005“)
- 2005: Ditari i Stupcave
- 2008: Promovimi i Albumit Feniks